# سكك حديد الجمهورية التركية
السكك الحديدية الدولية في الجمهورية التركية أما الاختصار TCDD، نُظمت أعمال نقل السكك الحديدية في الجمهورية التركية بإدارة ومراقبة المؤسسة الرسمية، وفي عصر الدولة العثمانية شغلت السكك الحديدية أصحاب رأس المال وبُدأ التأميم بقانون رقم 506 الذي أُصدر بتاريخ 24 مايو 1924 , وعُملت باسم المديرية العمومية لسكك حديد بغداد والاناضول، وفيما بعد أخذت اسم «سكك حديد الدولة وإدارة الموانئ» بقانون رقم 1042 بتاريخ 31 مايو 1927 الصادر بهدف تزويد مزيد من الإمكانيات للعمل بشكل أوسع وتنفيذ تشغيل وصُنع السكك الحديدية.
وفي 29 يوليو 1953 قد أُصدر قانون برقم 6186 بتشغيل دولة اقتصادية عامة تحت اسم "TCDD" «تشغيل السكك الحديدية في دولة الجمهورية التركية», فتأسست إدارة على شكل إدارة الدولة بميزانية مُضافة حتى عام 1953 , وأخيرا أخذت هويتها بتطبيق مرسوم رقم 233 «تأسيس الإقتصاد العام».

## نظرة تاريخية

### فترة الدولة العثمانية (1922 -1856)
وصلت السكك الحديدية بداية في انجلترا 1825 لأول مرة في العالم، وكانت مبكرة جداً وفقاً للدول الكبيرة الأخرى ثم دخلت الأمبراطورية العثمانية, وانتشرت في 3 قارات في العالم، وبدأت مغامرة السكك الحديدية في الأراضي العثمانية كبداية بإعطاء الامتياز لخط القاهرة -الاسكندرية ب 211 كم، وفورا قاموا بتطويل خط السكك الحديدية التي على الأراضي العثمانية وأصبحت 519 كم.
هذا الخط ¼ يعنى 130 كم الذي على قسم أراضي الأناضول، والمتبقى 389 كم الذي أخذ مكانا فيما بين قسمي فارنا- روسيا مع كوستنجا – تونا، وأصبح أول خط للسكك الحديدية في الأناضول بتاريخ 23 سبتمبر عام 1856 , وبدأت أول أعمال الحفر أحد الشركات البريطانية بخط أزمير – إيدن الذي بلغ 135 كم، وفي عهد مصطفى باشا وإلى أزمير نقلت إلى شركة «السكك الحديدية العثمانية من أزمير إلى إيدن» في عام 1857, وهكذا فقد تم هذا العمل في عهد السلطان عبد العزيز في عام 1866 في فترة استغرقت 10 أعوام في هذا الخط الذي بلغ 130 كم والذي أصبح أول خط للسكك الحديدية في أراضي الأناضول.
وبعد ذلك فقد أتمت هذا العمل شركة إنجليزية أخرى والتي قد أخذت الامتياز في عام 1865 عن خط أزمير - تورجوتلو - أفيون وخط مانيسا - بانديرما الذي بلغ 98 كم.
وبمرور الزمن تشكلت مجالات تأثير مختلفة للإنجليز والفرنسيين والألمانيين الحاصلين على امتياز السكك الحديدية في الدولة العثمانية، وتشكلت مجالات التأثير في كل من فرنسا وشمال اليونان والاناضول الغربية والجنوبية مع سوريا وانجلترا ورومانيا وغرب الاناضول والعراق وبصرة قورفاز وألمانيا وتراقيا وداخل الأناضول وموزوبوتاميا.وفكرت الحكومة العثمانية آنذاك في تمرير الخط من إسطنبول إلى الخط الرابط بين الهند وأوروبا والخط الذي يربط بين بغداد وحيدر باشا.
وبدأ العمل في خط أزميت - حيدر باشا من قبل الدولة بالإدارة المستمرة من القصر في عام 1871 والذي انتهى في عام 1873 بطول 91 كم. وأعطى الامتياز إلى شركة شيمنديفر العثمانية بالأناضول لتشغيل وإنشاء قسم أزميت - أنقرة بفرمان آخر بتاريخ 18 أكتوبر عام 1888 . وفتح تشغيل وإنشاء أقسام كوتاهيا - الايونت وقونيا - اسكى شهير بتمويل نفس الشركة الألمانية بامتياز صادر بتاريخ 15 فبراير 1893. وقد بدأت في إنشاء الخط من اسكى شهير إلى قونيا في 31 أغسطس عام 1893 وقد انتهى في 29 يوليو 1896 .
وقد تم ربط السكك الحديدية الأوروبية واسطنبول بفتح الأشغال بالانتهاء في عام 1888 في منطقة كيركلاريلى - البوللو واسطنبول - أدرنة الذي يقدر بنحو 336 كم الواقع داخل الحدود القومية للسكك الحديدية الشرقية التي تقدر بنحو 2000 كم والتي منحت حق الامتياز لبارون هيرسش في عام 1896.
ويقول السلطان العثماني عبد الحميد الثاني الذي حكم 33 عام من عام 1876 إلى 1909 :
, أسرعت في إنشاء السكك الحديدية في الأناضول بكل قوتي، وهدف هذا الطريق هو ربط مزوبوتاميا وبغداد بالأناضول والوصول إلى بصرة كورفاز، وقد نجح هذا في ظل مساعدة الألمان، وقد عرضت معادننا في السوق الدولي ولاقت استحسانا كبيرا واعد استقبالا جيدا للأناضول، تدعو بشك وغرابة كبيرة لمنافسة فيما بين الدول العظمى حول موضوع إنشاء السكك الحديدية داخل إمبراطوريتنا وحتى لو رفضت الدول الكبيرة الاعتراف بهذا فإن أهمية السكك الحديدية ليست فقط اقتصادية وإنما هي أيضا سياسية،

#### الخطوط المفتوحة للعمل في عهد الدولة العثمانية
- سكك حديد الأناضول

بدأت الدولة العثمانية في العمل بين إسطنبول - ادابازارى باسم سكك حديد الأناضول العثمانية في عام 1871, وتحولت إلى شركة الجمعية العثمانية للطرق والسكك الحديدية في مقابل امتداد الخط من اسكى شهير وقونيا إلى أنقرة في عام 1888, وفي عام 1924 باعتها شركة الجمعية العثمانية للطرق والسكك الحديدية بشراكة الحكومة التركية الجديدة، الخط الطبيعي يقدر بنحو 1023 وخطوطه «إسطنبول - إزميد - بلجيك - اسكى شهير - انقرة واسكى شهير - افيون - قونيا»
- سكك حديد إسطنبول - فيانا شغلت شركة الجمعية العثمانية للطرق والسكك الحديدية.....المؤسسة عام 1869 السكك الحديدية في أراضي روملي بالدولة العثمانية حتى عام 1937 وكان من الممكن الوصول بالسكك الحديدية إلى باريس مع الخط المعروف بالقطار السريع، وكان يشمل هذا الخط على المدن العثمانية مثل «بداية من إسطنبول وأدرنة وفيليبا ونيش وسيلانك وبلغراد وسراى بوسنا وحتى فيينا» والطول الطبيعي للخط 2383 كم.
- سكك حديد الاناضول - بغداداشتغلت شركة الجمعية العثمانية للطرق والسكك الحديدية وشركة بغداد حتى عام 1923 برأس مال ألماني-عثماني بمركز أضنة المؤسس عام 1923. ويتضح من ضمن أسباب الحرب العالمية الأولى أن هذا الخط كان مصدر خلاف بين الألمان والإنجليز والفرنسيين. وطول الخط الطبيعي يقدر بنحو 1600 كم ويشمل قونيا-أضنة- حلب -بغداد-البصرة.
- سكك حديد الحجاز افتتح مكملا لجزء الشام والمدينة في عام 1908 الخط الذي بدأ بتمويل عثماني في عام 1900, وكان باستطاعته العمل حتى عام 1920 ولكنه توقف عن العمل نتيجة التخريبات الكثيرة للسكك الحديدية من القبائل العربيه والحرب العالمية الأولى. وطول الخط الطبيعي 1320 كم ويشمل «الشام-البصرة-عمان-معان-اقابة-تبوك-حجر-المدينة-البصرة-القدس»
- أزمير-قصبة وامتدادها

شغلتها شركة الجمعية العثمانية للطرق والسكك الحديدية من عام 1863 إلى 1893 إلى أن اشترتها سكك حديد جمهورية تركيا من عام 1893 إلى 1934. والطول الطبيعي للخط 695 كم.
- أزمير- ايدن وأقسامها

شغلتها حتى شرائها من قبل سكك حديد جمهورية تركيا في عام 1935 من قبل شركة السكك الحديد الشرقية التي تأسست عام 1856, هذة الشركة هي شركة السكك الحديدية الأولى التي أسستها الدولة العثمانية ووافقت سكك حديد جمهورية تركيا على تاريخ تأسيس الشركة في عام 1927.والطول الطبيعي للخط 610 كم.
- الشام - حما وامتدادها

الخط الطبيعي والمحدود 498 كم.
- يافا - القدس

الخط الطبيعي 86 كم.
* بورصة - مودانيا
بُدأ العمل من قِبل شركة السكك الحديدية الفرنسية في عام 1874 بالخط الذي افتتحته الدولة العثمانية في عام 1871, وقد أُغلق هذا الخط في عام 1948 بسبب عدم ارتباط هذا الخط بالخطوط الرئيسية وعدم تحقيقه للأرباح. وطول هذا الخط محدود وهو 42 كم.
- أنقرة - ياهشيهان خط محدود 80 كم.
- أضنة - فاك خط محدود 122 كم.
- مارسين - أضنة

الخط الطبيعي المزدوج 67 كم (افتحته عام 1886 شركة سكك حديد مارسي - طرطوس - أضنة برأس مال مشترك تركي - إنجليزي وفرنسي المؤسسة في عام 1883 وباعه بنك دوستش الألماني في عام 1906 . أما في عام 1929 أُمم من قبل شركة سكك حديد الأناضول وبغداد بالإشتراك مع الحكومة التركية. الطول الكلي للسكك الحديدية المفتوحة للعمل والتي بنيت في عهد الدولة العثمانية هو 8.619 كم، أما هذة الخطوط والتي تقدر بنحو 4559 كم قد ظلت في أراضي الجمهورية المؤسسة حديثا، والإتساع الطبيعي لهذة الخطوط هو 2.282 كم والخط المحدود 70 كم بشركات التمويل الأجنبي أما ما تتعلق بشركات تأمين الدولة الإتساع الطبيعي لها 2.207 كم.

#### فترة حرب الاستقلال التركية (1919-1923)
لعبت السكك الحديدية دوراً هاما في الانتصار في حرب الاستقلال حيث نقلت الجنود والسلاح والامدادات الغذائية إلى جبهة القتال وأيضا نقلت الجنود من الجبهة مرة أخرى، وبسبب هذا النجاح المنقطع النظير في تشغيل السكك الحديدية في هذة الفترة فقد كُرم باهيش أركن المدير العام للمديرية العامة للسكك الحديدية أناضول- بغداد بإعطائه على كل من شهادة تقدير T.B.M.M. وأيضا ميدالية الاستقلال.

### فترة الجمهورية

#### فترة 1923-1940
في هذه الفترة أُممت السكك الحديدية وتشكلت خطوط جديدة، ومن أجل تأميم السكك الحديدية أُسست المديرية العامة للسكك الحديدية أناضول-بغداد بتاريخ 24 مايو 1924, وفي 31 مايو 1927 أُسست الإدارة العامة لموانئ السكك الحديدية الدولية، وبهذا الشكل بُدأ الأشتغال والعمل في السكك الحديدية، وفي أراضي الأناضول اعتبارا من عام 1923 فإن خط السكك الحديدية المقدر بنحو 4559 كم قد وصل إلى 8637 كم بفضل الأعمال التي استمرت حتى عام 1940.
وقد أُعطيت الاولوية للصناعات الأساسية مثل الحديد والفحم والفولاذ والماكينة في الخطط الصناعية للخمس سنوات الأولى والثانية التي أُعدت في أعوام 1932-1936. وكان هذا النوع من الإستثمارات في السكك الحديدية مهماً من ناحية القدرة على نقل الركاب بشكل آمن ورخيص. وقد كان هدف هذة الخطط تحقيق الأهداف التالية للسكك الحديدية:
- والوصول إلى المصادر الطبيعية ومراكز الإنتاج الكامنة.

سُميت خطوط الحديد والقطن بخطوط تشاتينكايا وأضنة والحديد الواصل إلى حافظه الفحم بالنظر إلى السكك الحديدية الواصلة إلى ارجانى.
- تأسيس علاقات بين مناطق أرد والموانئ يعنى مع مراكز الإنتاج والإستهلاك، وزيادة الموانئ التي تربط خطوط كالن-سامسون-وارماك-زونجولداك من 6 إلى 8 وأُكد على ربط بحر الأناضول الداخلية والشرقية بخطوط زونجولداك وسامسون.
- زيادة انتشار تسوية الدولة للتقدم الاقتصادي وبخاصة الوصول إلى المناطق المتقدمة إلى حد ما.

ربطت قيصري في عام 1927، سيفاس عام 1930، ملاتيا 1931, نيدا في 1933،الازيغ في 1934،ديار بكر في 1935،ارزوروم في 1939 بشبكة سكك حديدية.

#### فترة 1940-1960
يعتبر من عام 1940-1960 هي فترة ركود للسكك الحديدية. وفي حقيقة الأمر فعلى الرغم من قلة الإمكانيات والقحط الاقتصادي في فترة اينونو فإن بناء السكك الحديدية استمر حتى الحرب العالمية الثانية ولكن بسبب الحرب قد أُبطئ بناؤها بعد عام 1940. إن السكك الحديدية المصنوعة في ما بين اعوام 1940-1960 المقدرة بنحو 3.208 كم قد اكتُملت في عام عام 1940, وفي هذة الفترة سميت ب أعمال السكك الحديدية الدولية في الجمهورية التركية "TCDD"
في 22 يوليو 1953 متصلة بوزارة النقل والمواصلات وقد وصل الوضع إلى حالة تشكيل اقتصاد الدولة، وقد تم فتح أول خط يعمل بالكهرباء في خط سركا جيهالكالى بانليو في عام 1955.

#### فترة 1960-2000
بعد حرب الإستقلال ومع كل هذة المستحيلات فقد استطاعوا بناء سكك حديدية بطول 240 كم في السنة وبعد عام 1960 وعلى الرغم من التطور التكنولوجي والإمكانيات المادية فقد بنيت سكك حديدية بطول 39 كم فقط في السنة وفي هذا التاريخ من الممكن أن يكون تغيير سياسة الدولة للمواصلات هي السبب الرئيسي في إلقاء خطة السكك الحديدية. وقد ذكر رئيس الوزراء الأسبق ورئيس الجمهورية تورجوت أوزال فيما يتعلق بالسكك الحديدية:«السكك الحديدية هي اختيار الدول الشيوعية، لأنها هدف للوصول لمركز المراقبة».
وفي النهاية ففيما بين أعوام 1997-1960 فقد زاد طول السكك الحديدية إلى 11%, أما حصص الإستثمار في قطاع النقل والمواصلات فإن الطريق البري يأخذ 50% والسكك الحديدية تأخذ 30% في عام 1960, وفي 1985 ومن هذا الجانب أصبحت حصة السكك الحديدية تحت 10% وبذلك تصبح حصة المسافر بالطرق البرية في تركيا 96% أما حصة المسافر بالسكك الحديدية فتصبح 2%, وبسبب عدم فتح ممرات جديدة وعدم تحسن ظروف العمل والبنية التحتية فقد رجعت السكك الحديدية في نقل الركاب وحصتها في هذة الأعوام 38% .

#### فترة 2000 وما بعدها
في عام 2000 تُحُقق من نقل ما يقرب من 14 مليون طن، وما نُقل ليس فقط بضاعة من داخل الوطن فحسب وإنما تشتمل على احتياجات آتيه من خارج الوطن وذاهبة إلى دول أخرى. وعندما ننظر إلى حصص نقل السكك الحديدية والطرق البرية داخل نظام النقل في تركيا فنجد أن معدل النقل بالطرق البرية 94% بينما معدل النقل عبر السكك الحديدية 4%.
وتدخل TCDD في عمل دائم ومستمر مناجل إنشاء خطوط جديدة وأيضا تجديد الخطوط الموجودة مسبقا خاصة الانتقال إلى نظام القطار السريع وهو أحد الأنظمة الجديدة وأيضا تجديد تكنولوجيا القضبان القديمة الموجودة مسبقا وفي عام 2003 بدأت TCDD بإمداد الخطوط بالقطار السريع، وأول خط هو خط انقرة- إسطنبول بطول 533 كم، ويتكون قسم انقرة-اسكى شهير المستخدم في هذة اللحظة من 245 كم ومدة السفر تكون 95 دقيقة وقد بدأت الرحلات التجارية في 13 مارس عام 2009.

## معلومات الشبكة
واعتباراً من نهاية عام 2010 لسكك حديد جمهورية تركيا فإن طول السكك الحديدية المستخدمة بفاعلية يصل إلى 11.940كم. والخط التقليدي 11.052 كم أما خط القطار السريع فيبلغ 888 كم.
والخطوط التقليدية التي تعمل بالكهرباء تبلغ 2.273 كم وأما الإشارات فتبلغ 3020 كم، ويُعمل على تشغيل خط واحد الذي يبلغ 8.722 كم اعتباراً من نهاية عام 2010. الخطوط التقليدية:
- الكهربائية 2271 كم (21%)
- الإشارية 3020 كم (24%)
- خطوط رئيسة بطرق مزدوجة 403 كم (4%)
- خطوط رئيسة ذات الثلاث طرق 28كم (3%)
- خطوط رئيسة ذات الأربع طرق 9 كم (1%)

أُنشئ خط رئيسي بخط مزدوج بالكهرباء والإشارة بنحو 439 كم بقطار سريع، وبهذا الشكل يبلغ طول خط القطار السريع 888 كم (439*2 + 10) (الطريق المثلث 10 كم)
- A التقليدية : جميع السكك الحديدية التقليدية تشمل الكهربائية والضوئية.
- الكهربائية : السكك الحديدية التقليدية المصممة خصيصا لتشغيل القطارات الكهربائية.
- الضوئية : تشمل السكك الحديدية التقليدية المصممة بالضوء من أجل تسوية مرور الخطوط، والخطوط الضوئية توفر زيادة قدرة تصل إلى 100% في حالة الخط الواحد.
- B القطارات السريعة : أُنشأت القطارات السريعة بالضوء والكهرباء.
- cالمجموع : مجموع طول جميع السكك الحديدية.
- D تم احتساب طول الخطوط المزدوجة بالضرب في 2 .
- A الطول الكلي لخطوط السكك الحديدية المفتوحة للعمل والمبنية في عهد الدولة العثمانية هي 8.619 كم، لكن جزء من هذة الخطوط المقدرة بنحو 4559 كم بقيت في أراضي الجمهورية المؤسسة حديثا، والاتساع الطبيعي لهذة الخطوط هو 2.282 , والخط المحدود التابع لشركات الإستثمارات الأجنبية هو 70 كم، أما الخط الطبيعي التابع لشركات استثمار الدولة هو 2.207 .[4]
- B وال 1.378 كم هي الطول التابع للسكك الحديدية أناضول-بغداد باشتراك شركة اجنبية أول سكك حديدية دولية في فترة الجمهورية، أُممت هذة الشركة تماما في 1927 وأطلق عليها لقب الموانئ وسكك حديد جمهورية تركيا , وسعت الشركة وأُنشأت خطوط جديدة وأممت سكك حديدية قائمة في السنوات القادمة.
- c أُممت سكك حديد مرسين-تارسوس-أضنة بخط طبيعي مزدوج بطول 67 كم في عام 1929 .
- D تم بيع سكك حديد بورصة- موضانيا خط محدود بطول 42 كم في 1931 .
- تم بيع خط أزمير-قصبة وامتدادها بطول 695 كم في عام 1934 .
- تم بيع خط ازمير-ايدن وأقسامها بطول 610 كم إلى شركة Oriental Railway عام 1935 .
- وفي عام 1937 تم بيع السكك الحديدية التي في رومالي لشركة Chemins de fer Orientaux .[4]
- E وفي عام 1948 أُغلقت سكك حديد بورصة-مودانيا الخط المحدود بطول 42 كم بسبب عدم اقتصاديته.[4]

|                       |             | المسافة (km) |        |        |
| 2000                  | 2005        | 2010         |        |        |
| القطار السريع Hatları | بدون كهرباء | -            | -      | 0      |
| القطار السريع Hatları | كهربائية    | -            | -      | 888    |
| القطار السريع Hatları | المجموع     | 0            | 0      | 888    |
| الخطوط الرئيسة        | بدون كهرباء | 6.778        | 6.693  | 6.705  |
| الخطوط الرئيسة        | كهربائية    | 1.479        | 1.564  | 1.572  |
| الخطوط الرئيسة        | المجموع     | 8.257        | 8.257  | 8.276  |
| 2.3.4. الخطوط الرئيسة | بدون كهرباء | 141          | 84     | 98     |
| 2.3.4. الخطوط الرئيسة | كهربائية    | 273          | 356    | 348    |
| 2.3.4. الخطوط الرئيسة | المجموع     | 414          | 440    | 446    |
| الطرق الرئيسة Toplamı | بدون كهرباء | 6.919        | 6.777  | 6.803  |
| الطرق الرئيسة Toplamı | كهربائية    | 1.752        | 1.920  | 1.919  |
| الطرق الرئيسة Toplamı | المجموع     | 8.671        | 8.697  | 8.722  |
| الطرق الأخرى          | بدون كهرباء | 1.899        | 1.871  | 1.976  |
| الطرق الأخرى          | كهربائية    | 370          | 416    | 354    |
| الطرق الأخرى          | المجموع     | 2.269        | 2.287  | 2.330  |
| مجموع الطرق           | بدون كهرباء | 8.800        | 8.648  | 8.779  |
| مجموع الطرق           | كهربائي     | 2.122        | 2.336  | 2.273  |
| مجموع الطرق           | المجموع     | 10.922       | 10.984 | 11.940 |

| التاريخ | إشارات [تقليدية/كهربائية](كم) | قطار سريع (كم) | المجموع |
| ------- | ----------------------------- | -------------- | ------- |
| 1918    | 8.619 [0,0]                   | -              | 8.619   |
| 1924    | 1.378 [0,0]                   | -              | 1.378   |
| 1930    | 3.261 [0,0]                   | -              | 3.261   |
| 1940    | 6.947 [0,0]                   | -              | 6.947   |
| 1950    | 7.671 [0,0]                   | -              | 7.671   |
| 1960    | 7.895 [0,0]                   | -              | 7.895   |
| 1970    | 7.985 [0,0]                   | -              | 7.985   |
| 1980    | 10.144 [464, -]               | -              | 10.144  |
| 1990    | 10.389 [721, -]               | -              | 10.389  |
| 2000    | 10.922 [2.122, -]             | -              | 10.922  |
| 2010    | 11.052 [2.273, 3020]          | 888            | 11.940  |

## المنظمة
أجرت حكومة سكك حديد جمهورية تركيا علاقات وتعاونات ومراقبات مُنسقة مع وزارة المواصلات، وأجرت مديريات 7 مناطق خدمات متعلقة بأحمال السكك الحديدية التي تتكون من وحدات العلاقات العامة والصحافة والدفاع والحقوق مع رئاسة وزارة القسم المتخصص ب18 سلطة مركزية، بالإضافة إلى ذلك فإنها تدير عامة مسؤليات الخدمات التي أعطتها إلى 7 موانئ، واعتبارا من فبراير 2015 فإنة يوجد 870 مأمور و 13472 موظفين بعقود و 11019 عامل دائم و 863 عامل مؤقت ومجموع عدد الموظفين في المؤسسة هو 26184 شخص.

### مشتركات الرابطة
يوجد 3 مشتركات للرابطة تظهر نشاطها في صناعة سكك حديد جمهورية تركيا.
- تولومساش: صناعة محرك بخاري عالي (محرك بخاري بتركيا وتصنيع الموتور، اسكى شهير).
- توفاساش: صناعة عربة قطار للمسافر (صناعة عربة قطار بتركيا-ادابازار).
- تودامساش: صناعة عربات النقل (صناعة ماكينات السكك الحديدية بتركيا).

### المناطق
من أجل تنفيذ الخدمات الموجودة بسكك حديد جمهورية تركيا انقسمت شبكة السكك الحديدية إلى 8 مناطق وكل منطقة تديرها مديرية مختلفة. والشكل التالي يوضح مراكز ومديريات المناطق: 
- مديرية المنطقة الأولى لسكك حديد جمهورية تركيا – حيدرباشا – إسطنبول.
- مدورية المنطقة الثانية لسكك حديد جمهورية تركيا باهيتشباى – انقرة.
- مدورية المنطقة الثالثة لسكك حديد جمهورية تركيا- أزمير.
- مدورية المنطقة الرابعة لسكك حديد جمهورية تركيا – سيفاس.
- مدورية المنطقة الخامسة لسكك حديد جمهورية تركيا – مالاتيا.
- مدورية المنطقة السادسة لسكك حديد جمهورية تركيا – أضنة.
- مدورية المنطقة السابعة لسكك حديد جمهورية تركيا – أفيون.
- مدورية المنطقة الثامنة لسكك حديد جمهورية تركيا – أنقرة.

## الخدمات الموجودة ووظائفها

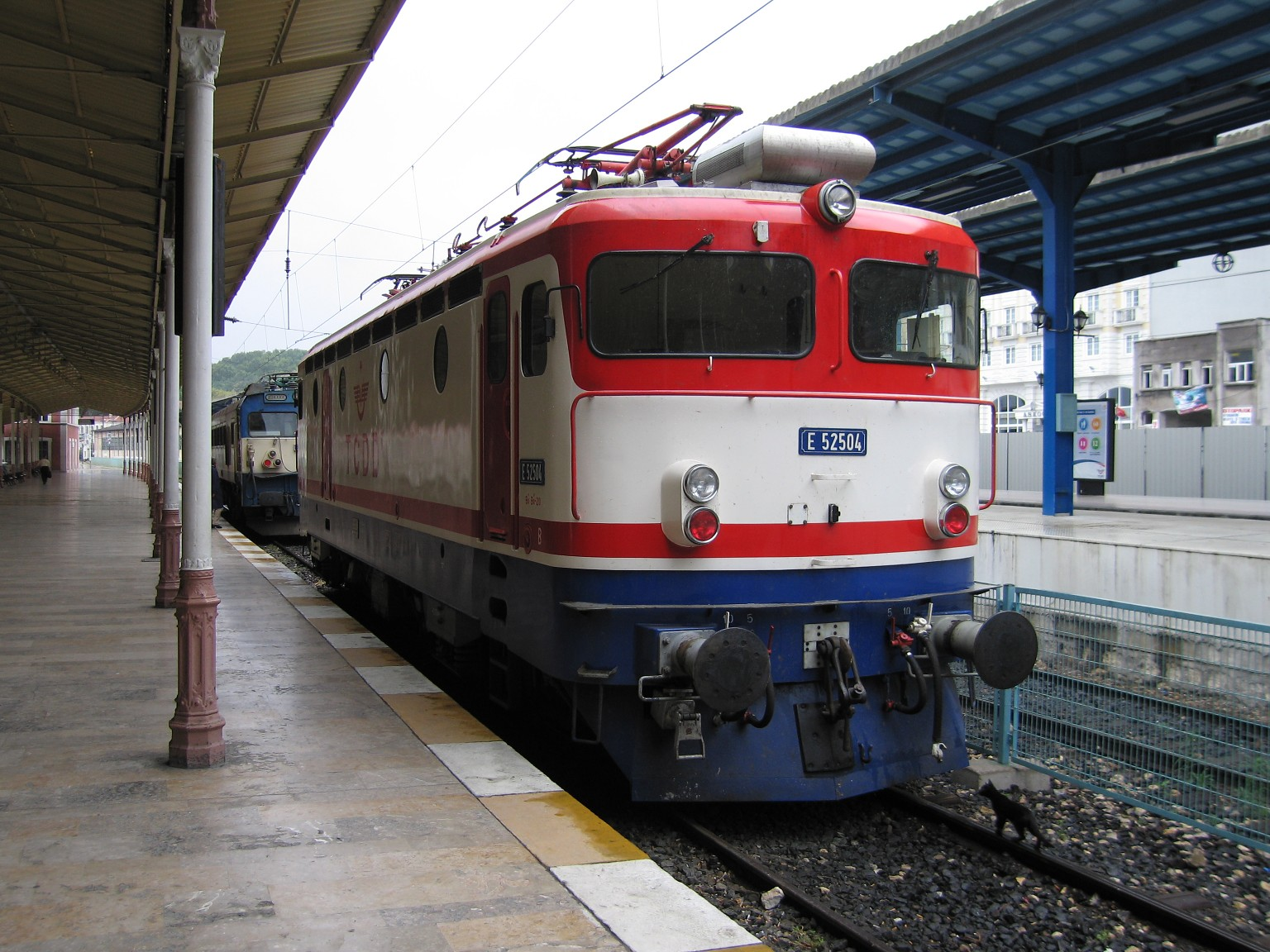
المحرك البخارى الكهربائى المستخدم في الخطوط الرئيسة لسكك حديد جمهورية تركيا

منذ تأسيس سكك حديد جمهورية تركيا فإنها تخدم الموانئ ونقل الركاب ونقل الأحمال.

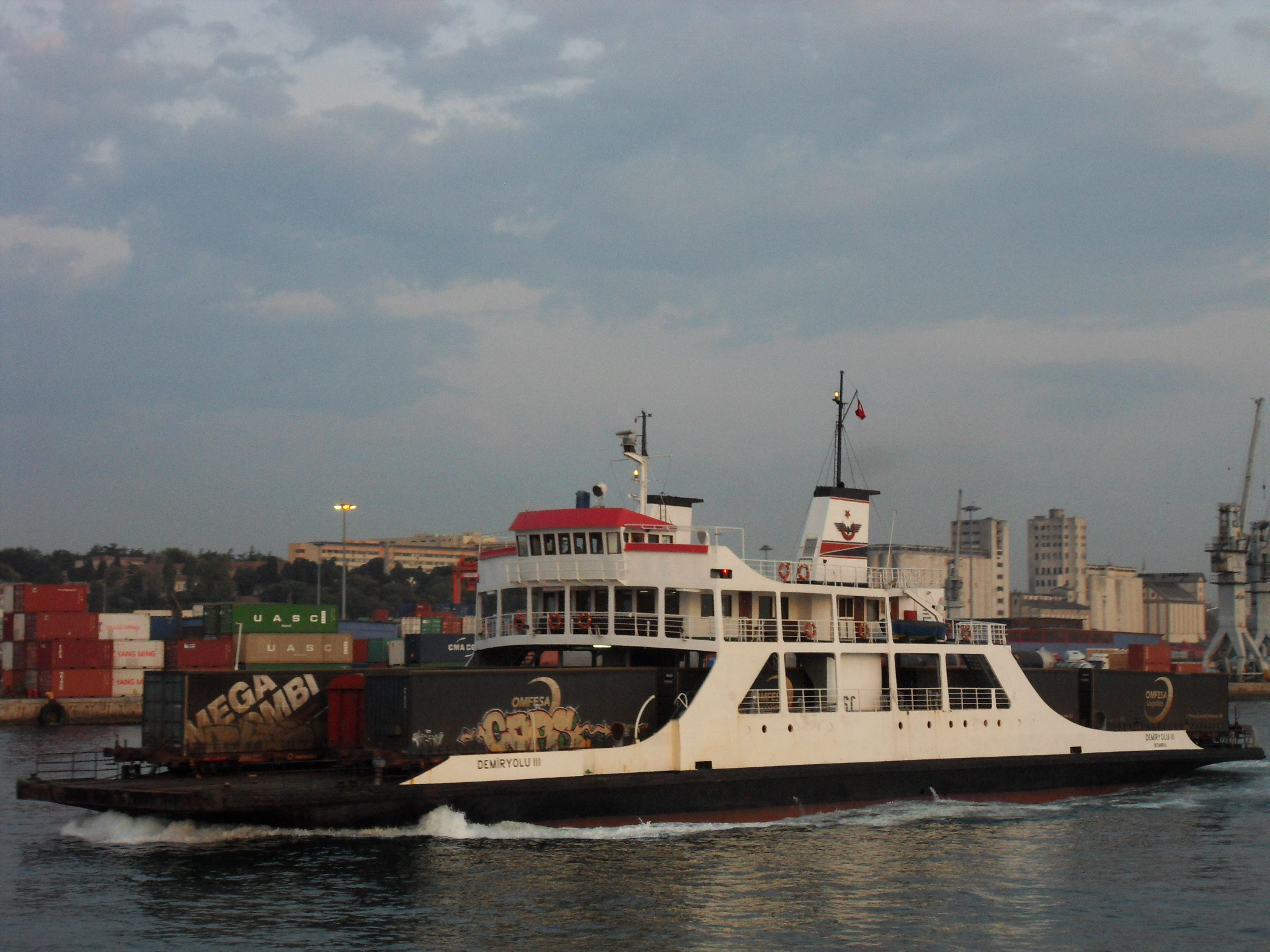
عبارة قطار سكك حديد جمهزرية تركيا

ووظائف التأسيس الأساسية المعلنة بالقانون كما يأتي:
- تجديد وتوسيع مرافئ وموانئ السكك الحديدية الممنوحة إلى الدولة.
- توفير التنسيق فيما بينهم وتوجية الاشتراكات والاشتراكات المترابطة في إطار برامج سنوية واقتصادية مع النظام الداخلي والأساسي والقانون.
- تعمل العبارات على نقل جميع الأنواع البري والبحري وهي مؤهلة لإتمام أعمال نقل السكك الحديدية التي يجب عليها إتمام العمل.
- عمل متشابهات مع الوسائل والأجهزة المسحوبة وعمل الإنشاءات اللازمة من أجل احتياجات المسافر مع الأساسيات المتشابهة والمستودعات المتطلبة لوظائفها .
- تحمل المسؤلية في الشراكة أو عدم الشراكة على إنشاءات السكك الحديدية التي تنفذ وستنفذ داخل الوطن وخارجه .
- إيجاد الذي علية الوظائف الممنوحة من قِبل مجلس الوزراء المتعلقة بمواضيع نشاطاتها.

### تدبير أعمال الميناء
قائمة الموانئ التي قامت بها سكك حديد جمهورية تركيا والمتعلقة بأعمال السكة الحديدية:
1) ميناء حيدار باشا.
2) ميناء أزمير.
3)ميناء سامسون.
4) ميناء اسكندر ارون.
5) ميناء باديرما.
6) ميناء دريتجا.
7) ميناء مارسين.

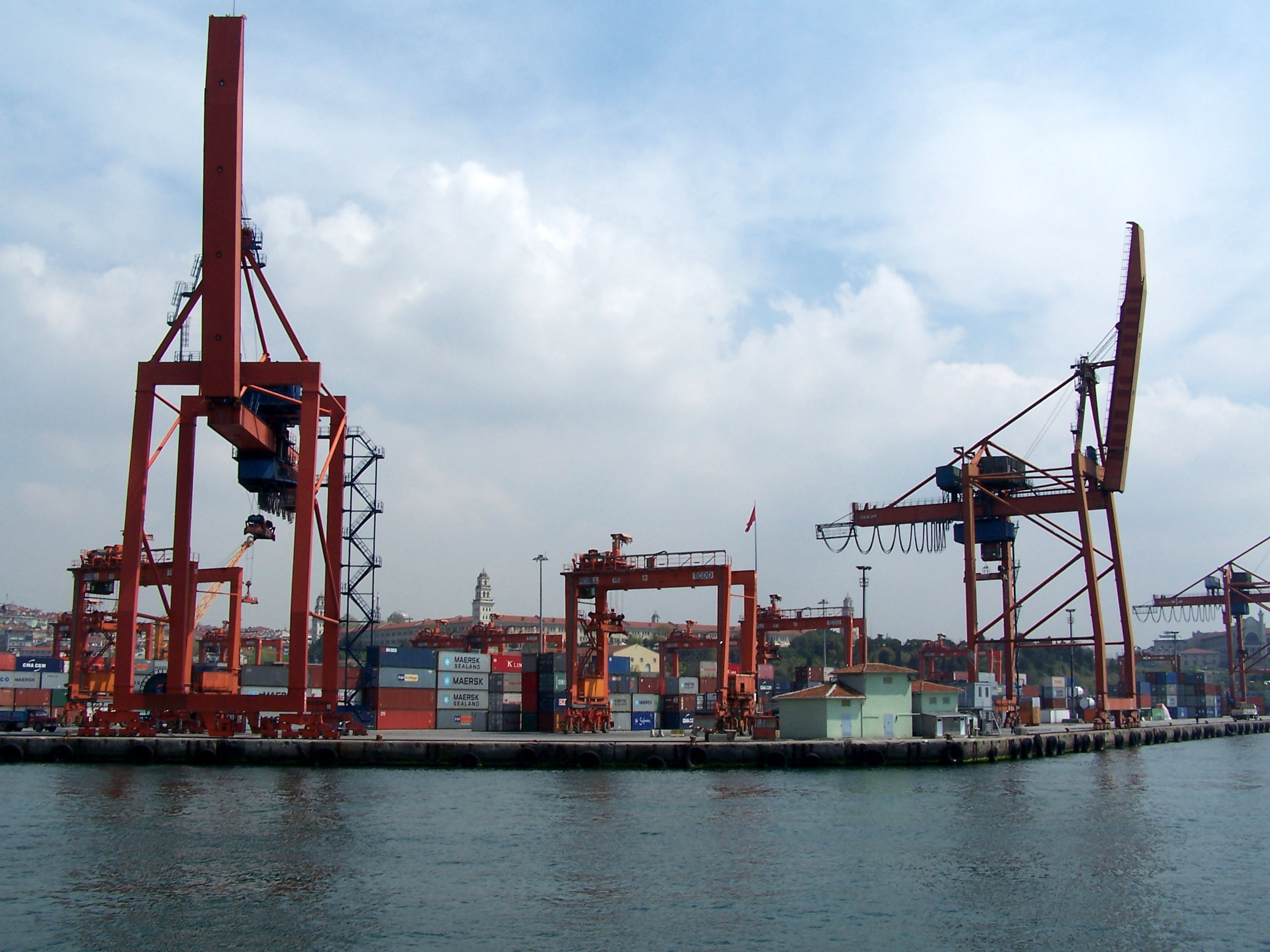
ميناء هيدار باشا

ومن هذة الموانئ ميناء سامسون واسكندرون وبانديرما ومارسين وتختص بطرق نقل لفترة طويلة بحق العمل بالموانئ، وطرحت مناقصتان من أجل التخصيص بنفس الأسلوب في دارينجا ولكن في المرتين تم إلغائهما.

### نقل المسافر
إن القطارات المستخدمة في الخطوط الرئيسة للخدمة الممنوحة من أجل نقل سكك حديد جمهورية تركيا للمسافر قد رتبت كما سيأتي:

#### القطار السريع

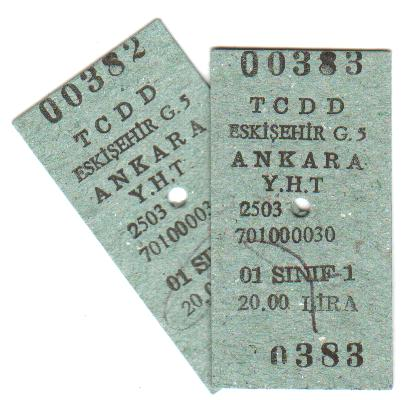
تذاكر قطار سكك حديد جمهورية تركيا المسؤل عنها قاطع التذاكر

- أنقرة - أسكى شهيرYHT.
- أنقرة - قونياYHT.

#### القطار الأزرق
القطار الأزرق شوكوروفا.
القطار الأزرق داخل الأناضول.
القطار الأزرق أزمير.
القطار الأزرق 4 سبتمبر.

#### القطارات السريعة
- القطار السريع 6سبتمبر
- القطار السريع 9 سبتمبر
- القطار السريع اناضول
- القطار السريع أنقرة
- القطار السريع العاصمة
- القطار السريع البوسفور
- القطار السريع الجمهورية
- القطار السريع الشرقى
- القطار السريع الصداقة
- القطار السريع أجا
- القطار السريع ارزوروم
- القطار السريع أسكى شهر
- القطار السريع فاتح
- القطار السريع فرات
- القطار السريع الجنوب
- القطار السريع البحيرات
- القطار السريع كاراإلما
- القطار السريع كراسى
- القطار السريع مرام
- القطار السريع باموكلة
- القطار السريع سقاريا
- القطار السريع طوروس
- القطار السريع فان جولو

#### قطارات المسافرين الإقليمية
الموضوع الأساسي: قطارات المسافرين الإقليمية في سكك حديد جمهورية تركيا.
تقوم بنقل الركاب داخل المناطق المنفصلة كإدارة للخطوط الرئيسية لسكك حديد جمهورية تركيا، وتوجد قائمة لهؤلاء في مادة قطارات المسافرين الإقليمية في سكك حديد تركيا.

#### قطارات الضواحي
قطارات الضواحي تقوم بنقل جموع سكان المدينة بقطارات الضواحي داخل مدن أنقرة وإسطنبول وأزمير.

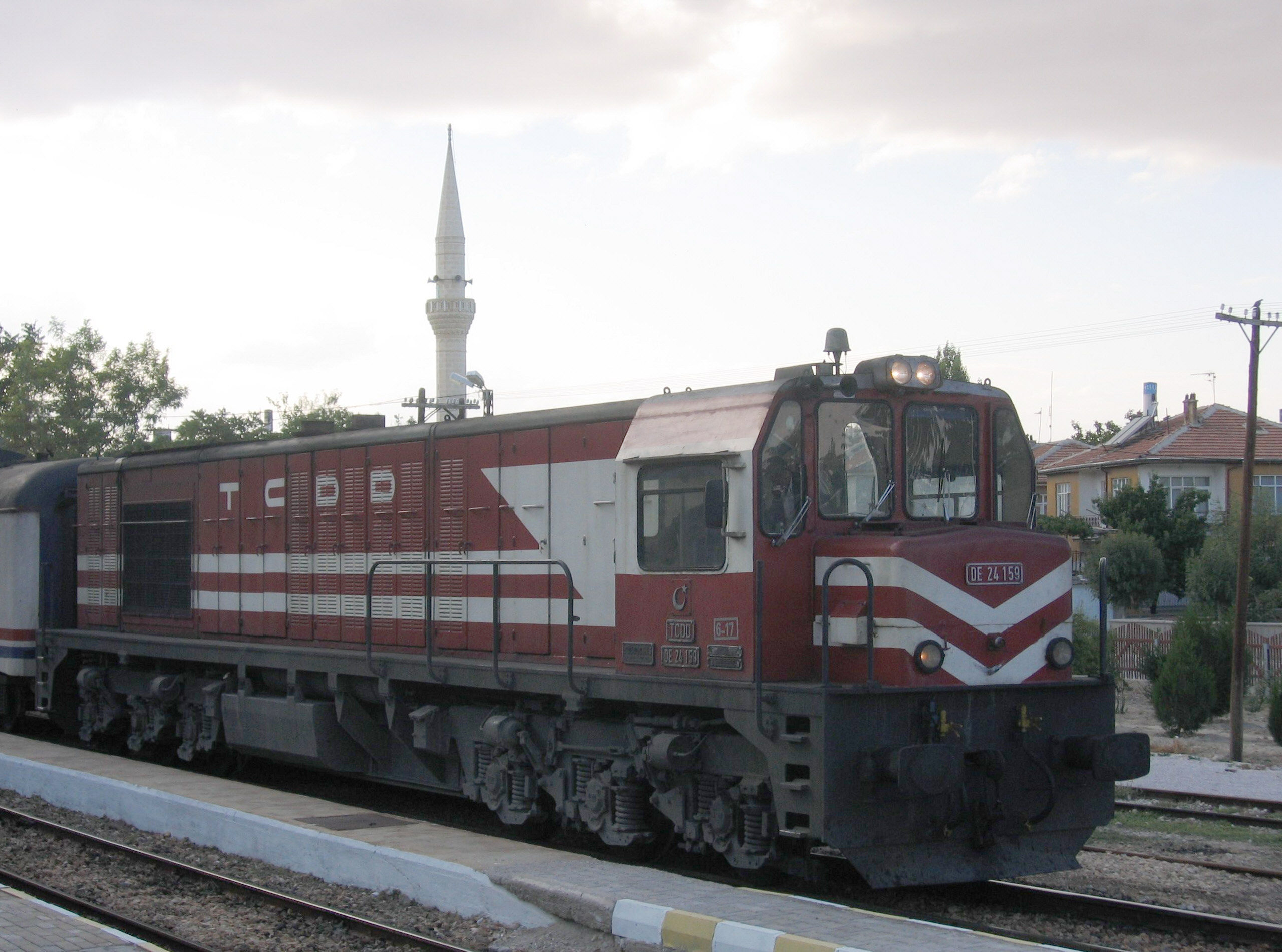
القاطرة البخارية الديزل

#### قطارات المسافر خارج الوطن
قطارات أوروبا
توجد قطارات تعمل فيما بين دول اوروبا وتركيا وقطار البوسفور السريع الذي يعمل يوميا بين إسطنبول-بوكرش والقطارات التي تعمل بين إسطنبول وسانوميك.
يتم توفير قطار البوسفور السريع بعربات متصلة تربط بين إسطنبول-كيشيناف واسطنبول-بودابشتا واسطنبول بلغراد واسطنبول-صوفيا.
تم تشغيل قطار اوبتيما السريع من قِبل ميكانيكي خاص بين إسطنبول واستراليا.
قطارات الشرق الأوسط
تركيا-إيران
للربط بين إيران وتركيا يتم التزويد بقطار يعمل ليومواحد في الأسبوع بين فان تبريز- فان وقطار ترانس آسيا الذي يعمل يوما واحدا في الأسبوع بين إسطنبول-طهران.
تركيا-سوريا
للربط بين سوريا وتركيا يتم التزويد بقطار توروس السريع بعربات ذات سرائر تعمل يوما واحدا في الأسبوع ويربط بين إسطنبول-غازي عنتاب.
إيران-تركيا-سوريا
للربط بين إيران وسوريا يتم التزويد بقطار للمسافر يعمل مرة واحدة في الأسبوع فيما بين طهران-الشام ماراً بتركيا.
يتشكل هذا القطار المشار إليه من عربات للنوم بين الشام-تاتفان وعربات بين فان-طهران.
تركيا-العراق
للربط بين تركيا والعراق يتم التزويد بقطار يتشكل من عربات للنوم ويعمل ليوم واحد في الأسبوع فيما بين غازي عنتاب بغداد-غازي عنتاب.
وفي عام 2007 توقفت رحلات القطار المشار إليه بسبب الأحداث الجارية في العراق.

#### التسويق والمبيعات

##### الموقع الإلكتروني
لن يستطيع السياح الأجانب أن يحصلوا على تذاكر TCDD مباشرة من الموقع الإلكتروني.

### نقل الأحمال
تمتلك سكك حديد جمهورية تركيا سعة نقل الأحمال بجميع أنواعها بالعربات التي تمتلكها تتوجه إلى نقل الأحمال المبرمجة والمجمعة بالسكك الحديدي، وعلاوة على ذلك فهي تنجز الأحمال المفردة ويمكنها نقل الأحمال داخل الوطن بعربات ملكاً لسكك حديد تركيا كما يمكنها أيضا نقل الأحمال بعربات يمتلكها المشترين أنفسهم، نُقلت السكك الحديدية في عام 2012 بهذة العربات الخاصة 6 ملايين طن وبمجموع 25.7 مليون طن من الأحمال.
الأماكن السوقية
أُنشأت اماكن سوقية في 18 منطقة بهدف زيادة حصة البضائع المحملة بالسكك الحديدية، استُهدف اكتمال المراكز السوقية بحلول عام 2023 واعتبارا من آخر عام كان الوضع كما يلي:
المراكز السوقية التي استكملت : هالكالى، سامسون، جالامان، اوشاك.
المرحلة المنجزة من المراكز السوقية: كوسيكوى-ازميت، حسن بيه-اسكى شهير، كالكيلى-دانيزلى، كوبرى البوسفور-قيصرى.
المراكز السوقية التي تحت الإنشاء: ياشيل باير-إسطنبول، جوكوى-باليكاسير، بوزويوك-بيلاجاك، كاياجيك-قونيا، يانيجا-مارسين، سيفاس، ترك اوغلو-كهرمانماروش، كارس، بالاندوكان-ارزوروم، ماردين.

## المشاريع الجارية

### مشروع مرمرة
سيتم إنشاء مترو سطحي يبلغ طولة نحو 76.3 كم بالاندماج مع أنظمة المواصلات السريعة وغيرها دون انقطاع من هالقلى التي في الجانب الأوروبى إلى جبزى التي في جانب الأناضول في إطار هذا المشروع الذي يهدف إلى تحقيق حل جذري لمشاكل النقل الجماعي داخل مدينة إسطنبول.
مشروع مرمرة يتكون من مرحلتين المرحلة الأولى هي عبور مضيق البوسفور بنفق بين كازليتشاشما-ايريليك تشاشما وافتُتح في 29 أكتوبر 2013.
وبهذا الحال يكون الخط المستخدم في نقل المسافرين في داخل المدينة فقط وعند الانتهاء من المرحلة الثانية سيتم دمجها مع شبكة السكك الحديدية القومية وقد خُطط للعبور بسيطرة بالقطارات المحملة من النفق.

### مشروع عثمانلى-بورصه-بانديرما
تفعيل ربط بورصه إلى الأناضول والمدن الكبيرة الأخرى بالسكك الحديدية، المشروع يخطط إلى تقليل شحنة إسطنبول مستخدما ميناء جمليك بواسطة السكك الحديدية في التجارة، وسوف يُعطى حق نقل الركاب والشحن لثلاثين عاماً إلى شركة الشحن وسيُنفذ بنموذج البناء والتشغيل المعدل لذلك.

## خطوط القطار السريع ومشاريعه
الموضوع الرئيسى: خط القطار السريع انقرة-إسطنبول
بدأت سكك حديد جمهورية تركيا "TCDD" في مشروع خطوط القطار السريع في عام 2003, كان أول خط هو خط إسطنبول-اسكى شهير-أنقرة الذي كان بطول 533 كم، اشتغل القطار السريع العالي في هذة اللحظة في قسم انقرة-بانديك وانقرة-قونيا، وقد بُدأ في نقل الركاب بانتظام في هذة الطرق فيما بين انقرة-قونيا وانقرة-بانديك وبانديك-قونيا.

### مشروع القطار السريع أنقرة - إسطنبول

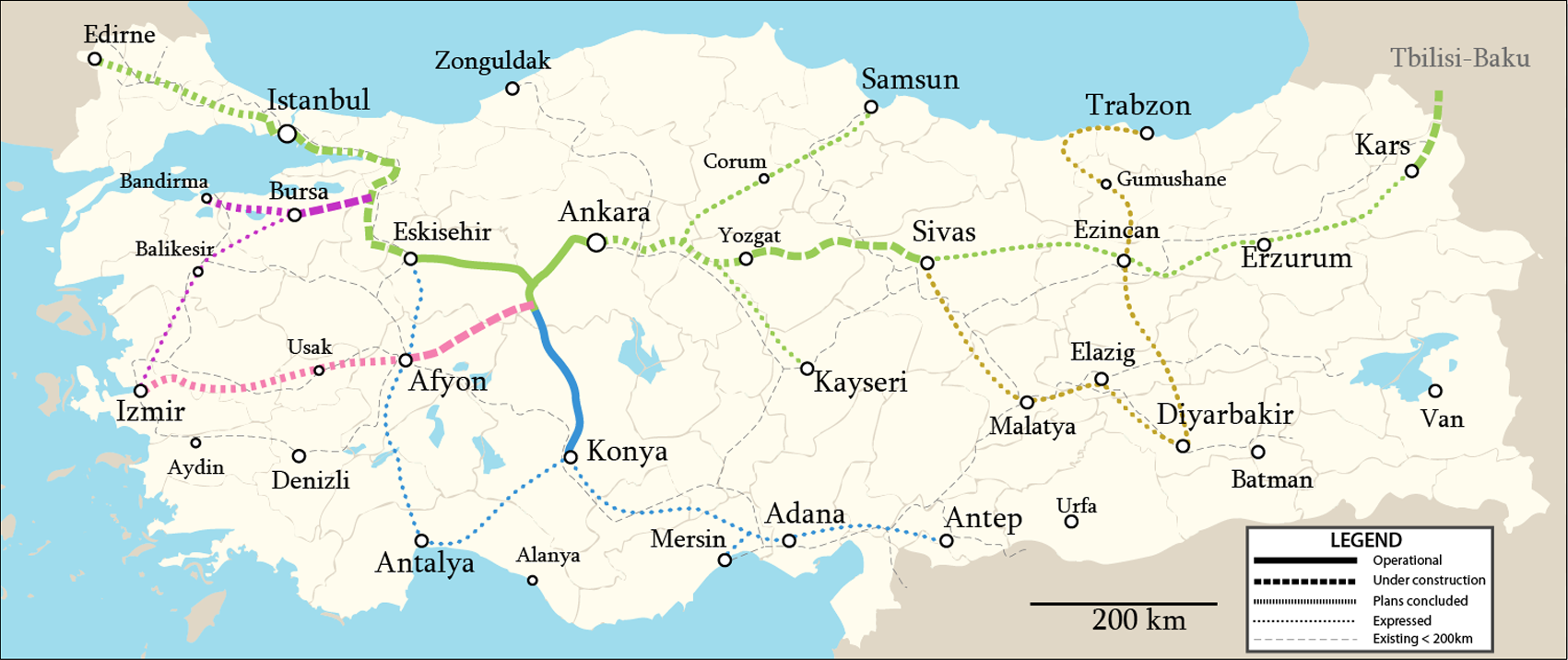
قطار تركيا فائق السرعة

إجمالي الخط الواقع بين أنقرة - إسطنبول هو 576 كم وجميعهم بالضوء والكهرباء وبالإستقلال عن الخط الموجود تم إنشاء خط مزدوج بالضوء والكهرباء مناسبا لسرعة التشغيل وهي 250 كم في الساعة بُدأت جميع فعاليات مرحلة خط انقرة-اسكى شهير في 15 مارس 2009 اما خط مرحله اسكى شهير-إسطنبول فقد بدأت في 25 يوليو 2014, انخفضت مدة السفر بالسكك الحديدية فيما بين انقرة-اسكى شهير-إسطنبول إلى 3,5 ساعات لمسافة 523 كم.

### خط القطار السريع اسكى شهير- قونيا
خط القطار السريع العالي بالضوء والكهرباء وبخط مزدوج يمتد إلى قونيا منفصلا في بولاتى من خط القطار السريع انقرة-إسطنبول وخط اسكى شهير-قونيا، افتُتح العمل بالخط عام 2013 بشكل مستقل من خط انقرة-اسكى شهير وانقرة-قونيا بطول 355 كم، تم تنظيم رحلات إسطنبول -اسكى شهير - قونيا منذ عام 2014 بدمج الخطوط مع بعضها، ويقطع خط إسطنبول-اسكى شهير-قونيا ما يقرب من 4,5 ساعات أما خط اسكى شهير-قونيا فيُقطع في ساعتين.

### خط القطار السريع انقرة- قونيا
هو خط القطار السريع الضوئي الكهربائي بخط مزدوج متجه شرقا إلى الجنوب منفصلا في بولاتلى من خط قطار انقرة-إسطنبول وخط انقرة-قونيا طول الخط الممتد من انقرة إلى قونيا 306 كم، شارك خط القطار السريع انقرة-اسكى شهير المستكمل قبل خك الجزء المقدر ب 96 كم، اما بناء مرحلة بولاتلى-قونيا قد بدأت في أغسطس 2006 واستُكمل الخط وافتُتح للخدمة بتاريخ 23 أغسطس 2011, وبهذا الخط فإن مدة الرحلة القطارية انقرة-قونيا التي كانت تستغرق 10 ساعات وثلاثون دقيقة قد قلت إلى 70 دقيقة في نظام هذا المشروع, قد بُني نفق بطول 2030 متر و 143 مَنفذ و83 نفق و27 معبر و7 كبارى.

### مشروع القطار السريع انقرة - ازمير
خُطط لمرور الخط من مدن انقرة-افيون كاراحصار-اوشاق-مانيسا-ازمير بعد المرور من بولاتلى يتقدم القطار السريع انقرة-قونيا إلى اتجاه أفيون متفرعا في بولاتلى، كوجاهاجيلى بطول 120 كم، وتتكون المرحلة الأولى من خط انقرة-افيون كاراحصار والمرحلة الثانية افيون- كاراحصار -اوشاق-اشما أما المرحلة الثالثة اشما-مانيسا-ازمير ومتوقع ان يكون تكلفة المشروع 4 مليارات ليرة ويكون مجموع طولة 624 كم وباستكمال الخط فإن مدة السفر بين انقرة-ازمير فتكون 3 ساعات و30 دقيقة أما بين انقرة-افيون-كاراحصار فستكون ساعة و30 دقيقة.
وقد وقُع عقد البناء التحتية لمرحلة خط انقرة-افيون-كاراحصار التي تبلغ 287 كم بمشاركة YDA سيجما-بوركاى-ماكميساى في 11 يونيو 2012, ويهدف انتهاء المرحلة التي بطول 167 كم في غضون 3 سنوات ويُخطط افتتاح المرحلة الثانية افيون كاراحصار-اوشاق في نهاية هذا العام، وتُستكمل أعمال التعديل المتعلقة بالمشروع لمرحلة اوشاق-مانيسا-ازمير.
واعتباراً من نهاية عام 2013 فإنة قد أُنفق 130 مليون وقد حُقق 6% من المشروع ويُخطط لاستكماله في عام 2017.

### مشروع القطار السريع انقرة-سيفاس-كارس
خُطط لمشروع القطار السريع بين انقرة-سيفاس-كارس بهدف تحقيق ترابط بالسكك الحديدية السريعة وتوفير مواصلات في فترة أقصر (إسطنبول، انقرة، ازمير) للربط بين مدن تركيا الكبرى سيفاس والأناضول الشرقية.
مرحلة انقرة-سيفاس
بُدأ في بناء مرحلة يركوى-سيفاس بنحو 293 كم بخط انقرة-يوزجات-سيفاس بطول 442 كم في فبراير عام 2009 واُتم العمل بنسبة 80%.وفي مرحلة التخطيط الحالية من أجل أن تكون سرعة الحد الأدنى لمشروع خط انقرة-يركوى الذي يقدر بنحو 174 كم هي 250 كم في الساعة.
مرحلة سيفاس-كارس
يعتبر خط سيفاس-آرزينجان-ارزوروم-كارس في مرحلة التخطيط للبناء حتى الآن.

### مشروع القطار السريع بانديرما- بورصه- عثمانلى
من المنتظر تشغيل مشروع القطار السريع في بورصة في عام 2018 بالتخطيط للربط بخط قطار سريع إسطنبول-انقرة الموجود في عثمانلى بادءاً من بانديرما وماراً من ينى شهير وبورصة، تحقق مشروع البنية التحتية لقسم بورصة-ينى شهير الذي يقدر ب 75 كم في غضون عام 2015 بشراكة أعمال بناء YSE Yapı-Tepe ويقدر تكلفتة ب 393 مليون ليرة، وفي هذة اللحظة شُغلت هذة الاقسام من قِبل شركة الفولاذ القابضة، وأثناء استكمال الخط سيستكمل مع القطار السريع إسطنبول-اسكى شهير-انقرة وستقل مدة السفر بين انقرة-بورصة واسطنبول-بورصة إلى 2,5 ساعة.

### مشروع القطار السريع اسكى شهير - انطاليا
بدأ العمل في مشروع خطة البناء من اسكى شهير إلى انطاليا واسكى شهير-افيون وافيون-انطاليا في صيف 2015, ومع استكمال البناء فإنة من المخطط أنه عند الانتهاء من خط قطار انقرة-افيون-ازمير، وسوف يزيد خط انطاليا-افيون بنسبة كبيرة المحاصيل الزراعية في انطاليا. وسوف يجذب السائحين إلى مناطق انطاليا وسيتم الربط بين ثلاث مدن كبرى في انطاليا بدائرة متكاملة ومن المخطط إتمام بناء هذة المرحلة في عام 2018. وحُدد في نطاق مشروع القطار السريع تجديد خط بالديز-كاتشوردو-انطاليا المستخدم بهدف جزب سياح انطاليا وبردور واسبارطة والسكان المحليين والمناطق الصناعية ال 5 المنظمين في محافظة اسبرطة وبردور.

## المحطات
وفقاً لتقارير عام 2011 فإنة يوجد 62 مركز إدارة للسكك الحديدية، و76 محطة و279 محطة، بالإضافة إلى انة يوجد 8 محطات بموظفين و 296 بدون موظفين و 98 محطة.
بعض محطات سكك حديد تركيا المطروحة على الخطة المستقبلية بالنظر لخصائصها المعمارية والتاريخية كما يلى:
محطة أزمير السنجاك

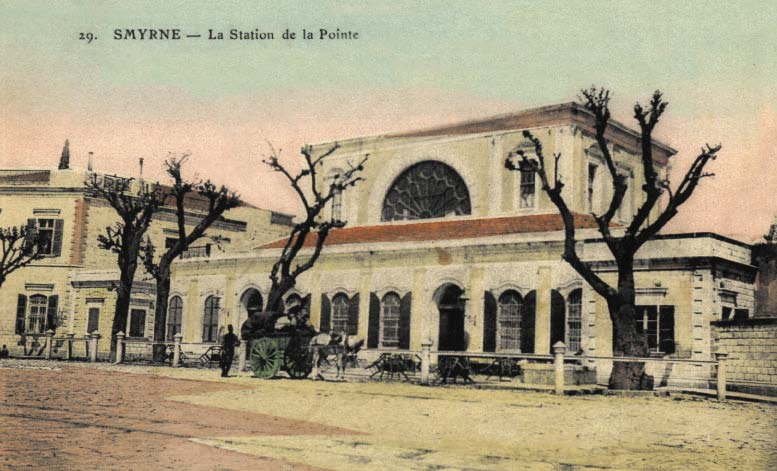
محطة ألسانجاك (1858)

بدأ في عهد الوالي مصطفى باشا في عام 1857 بناء محطة السينجاك أو باسمها القديم بونتا وهي المحطة الأولى للسكك الحديدية العثمانية من أزمير إلى ايدن ودخلت في الخدمة عام 1858, وفي عام 2006 بدأت المحطة في الترميم ثم فُتحت للخدمة بعد ذلك من جديد في عام 2010 واستُخدمت من قِبل قطارات سكك حديد تركيا وازبان.
محطة إسطنبول سيركاجى

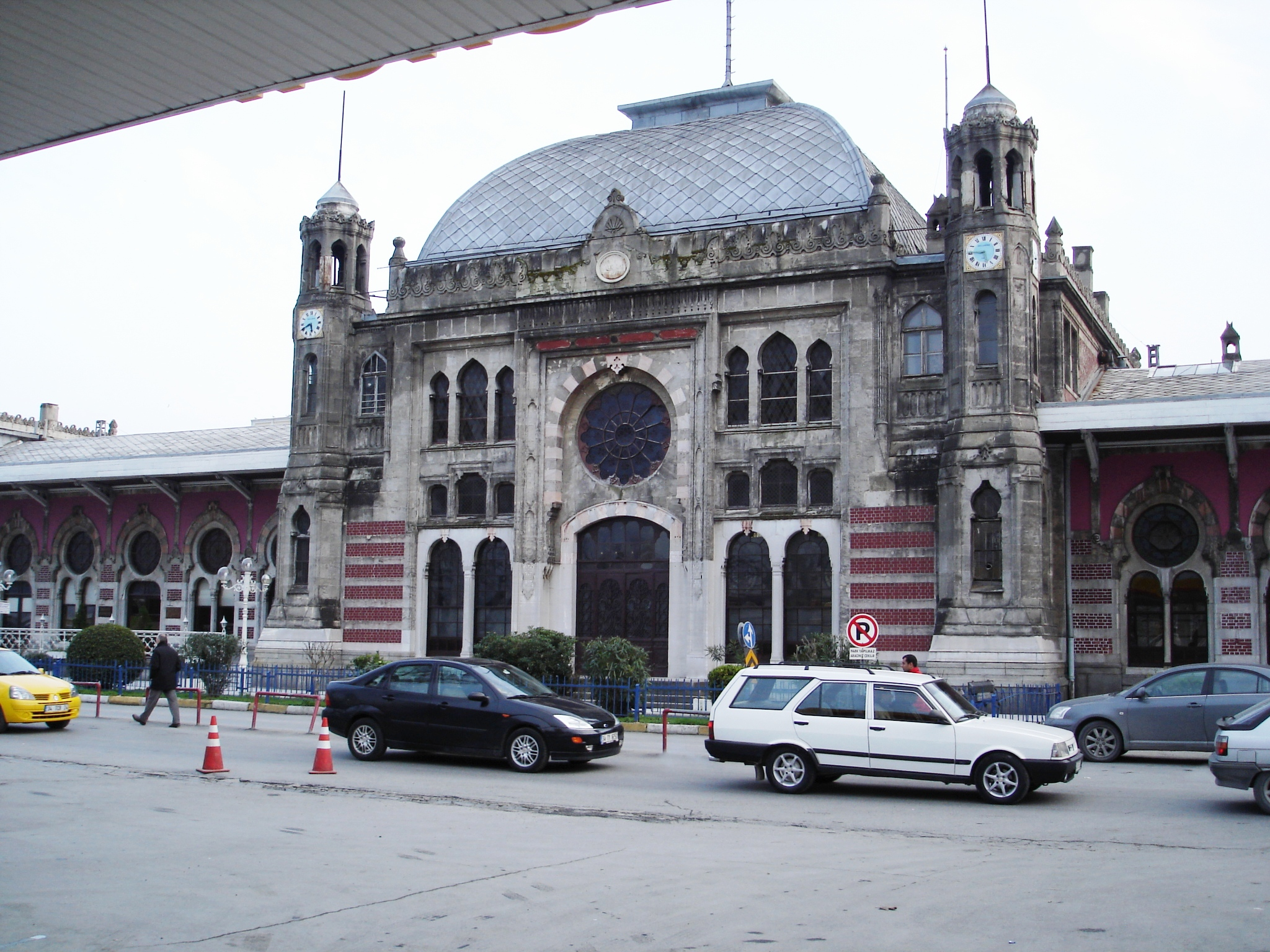
محطة سيركاجى (1888)

بُدأ بناء محطة سيركاجى في 11 فبراير 1888 الموجودة في سارايبورون في الجزء الأوروبى بإسطنبول وفُتحت للخدمة في 3 نوفمبر 1890 من قُبل المهندس المعماري الألماني اجوست جاتشوموند.
محطة إسطنبول حيدر باشا

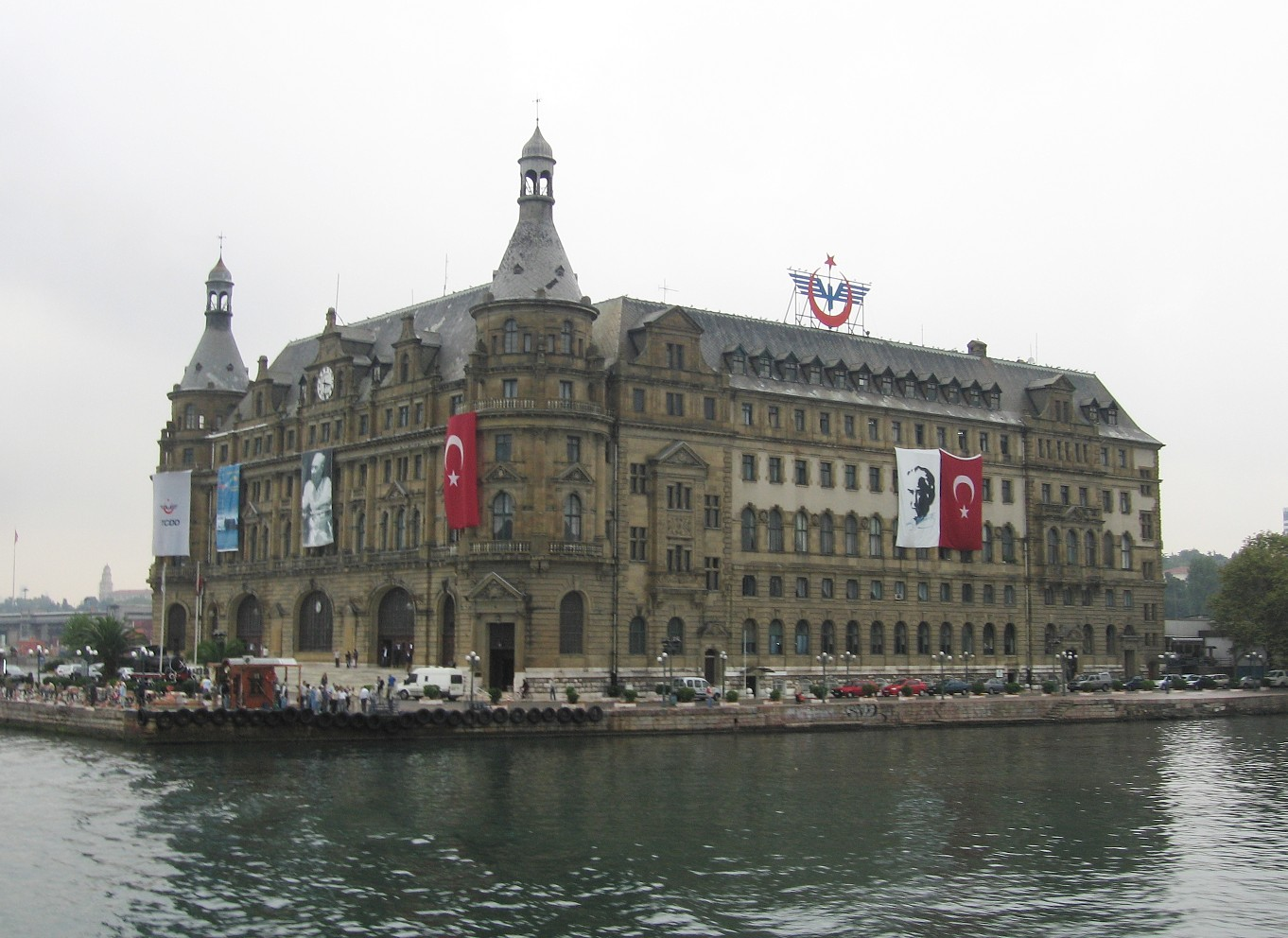
محطة حيدر باشا (1908)

أُنشأت من قِبل السلطان عبد الحميد الثاني بعرض إنشاء عمل عظيم بشكل تمهيدى لسكك حديد بغداد بطلب مهم وكبير جدا من أجل العثمانيين، أُنشأت المحطة النموذجية من قِبل اثنين من المعماريين الألمان اوتوريتر وهيلموث كونو في 30 مايو 1906 وتم بناؤها في عام 1908, وهدم البناء بانفجار الجبهة بهدف حمل القطارات المستخدمة في الحرب العالمية الأولى بتاريخ 6 سبتمبر 1917 ولكن أُنشأت مجدداً مطابقة للأصل.
محطة أنقرة

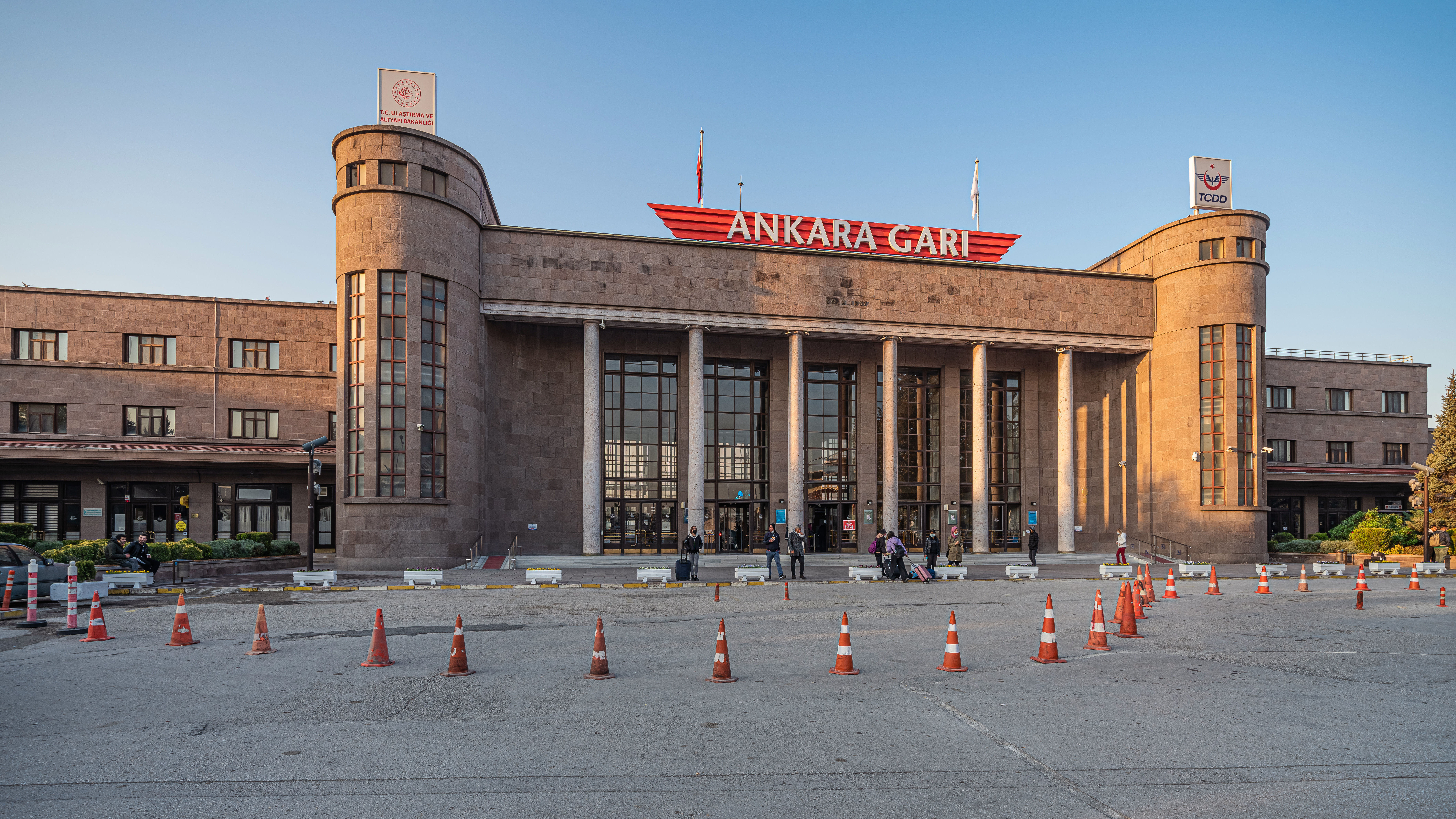
المحطة المركزية أنقرة

محطة قطار أنقرة هي محطة القطار المركزية بسكك حديد جمهورية تركيا وأول بناء لها كمحطة سكك حديد الأناضول بُنيت عام 1892, بُدأ إنشاء بناء المحطة الرئيسية الموجودة في 4 مارس عام 1935, وأُتِم بِناؤها في 30 أكتوبر عام 1937.

### ألبوم الصور

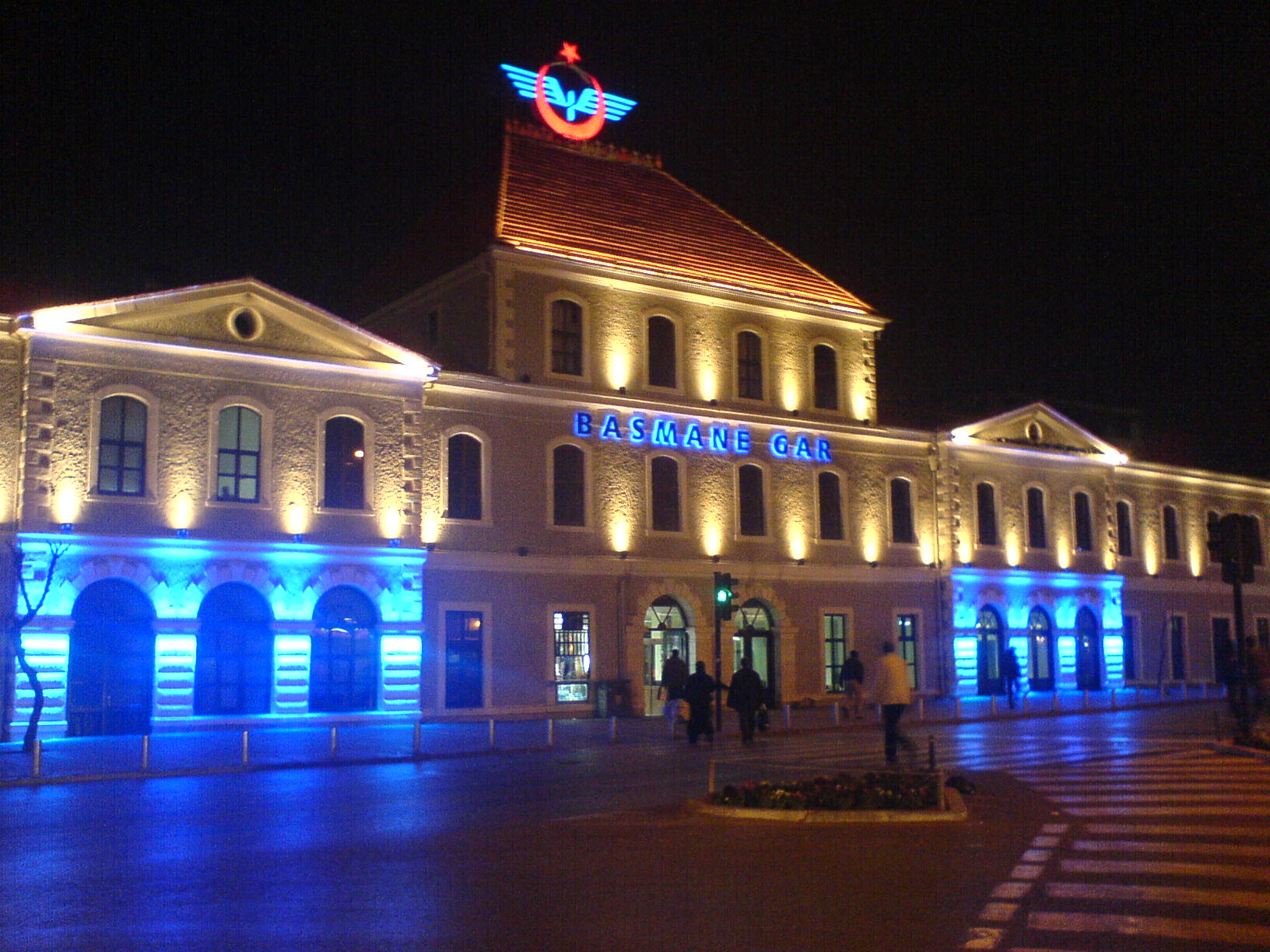
محطة بسمانا ،أزمير (1876)
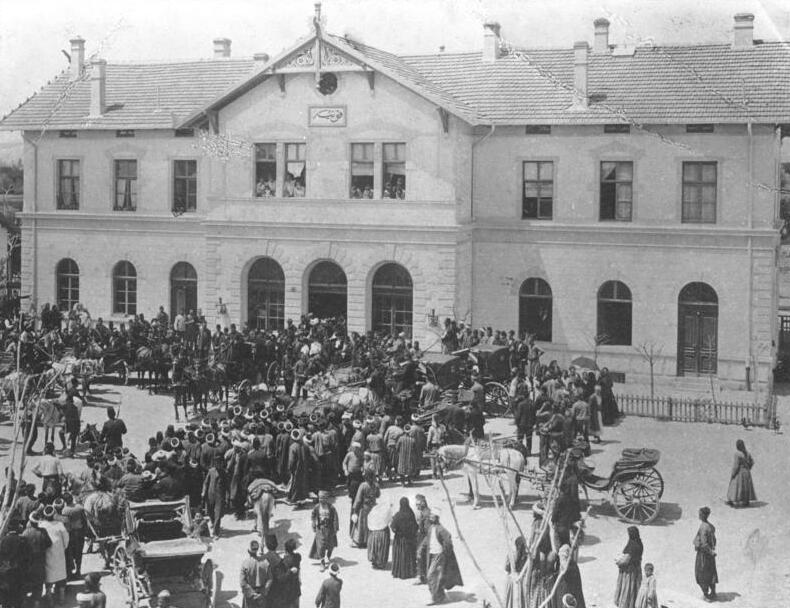
محطة كونيا (1904)
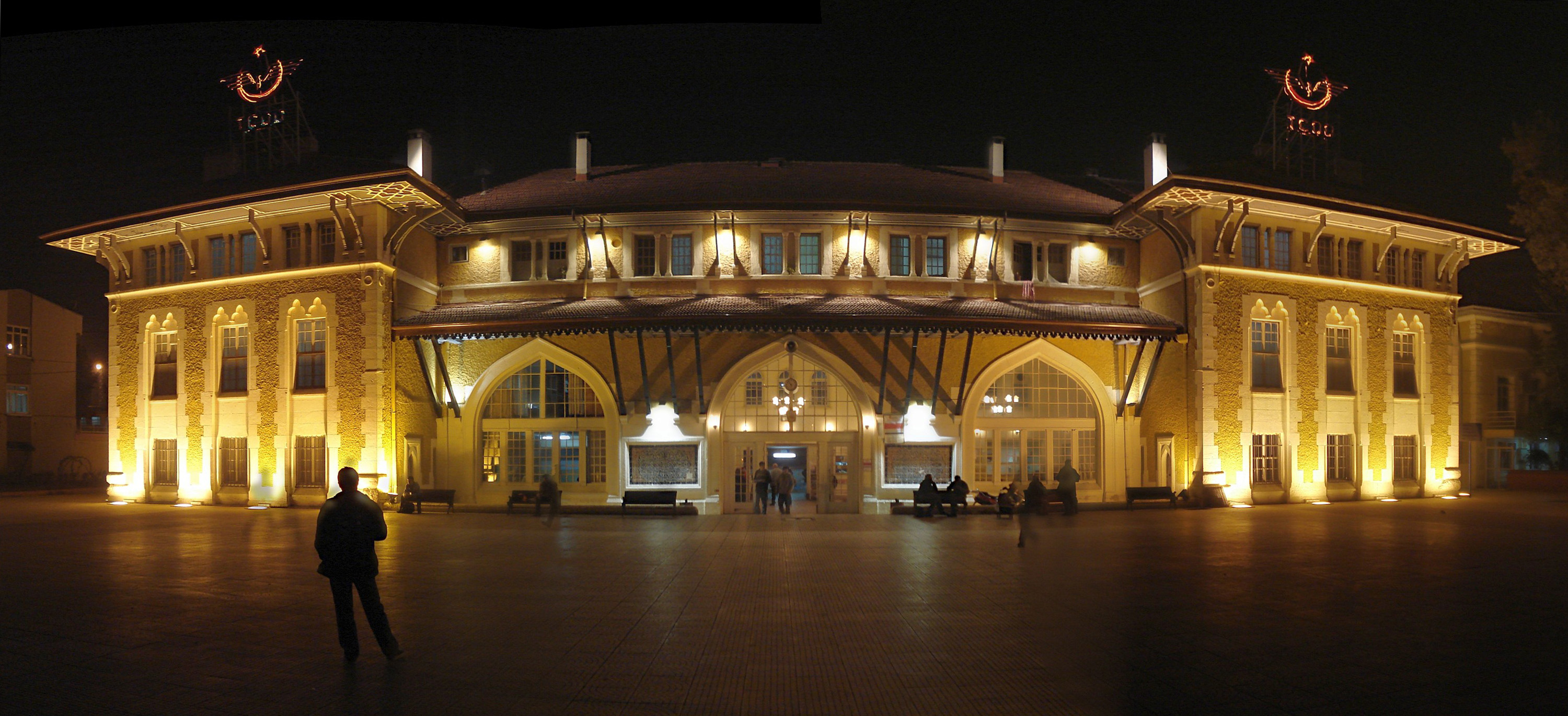
محطة أضنة (1912)
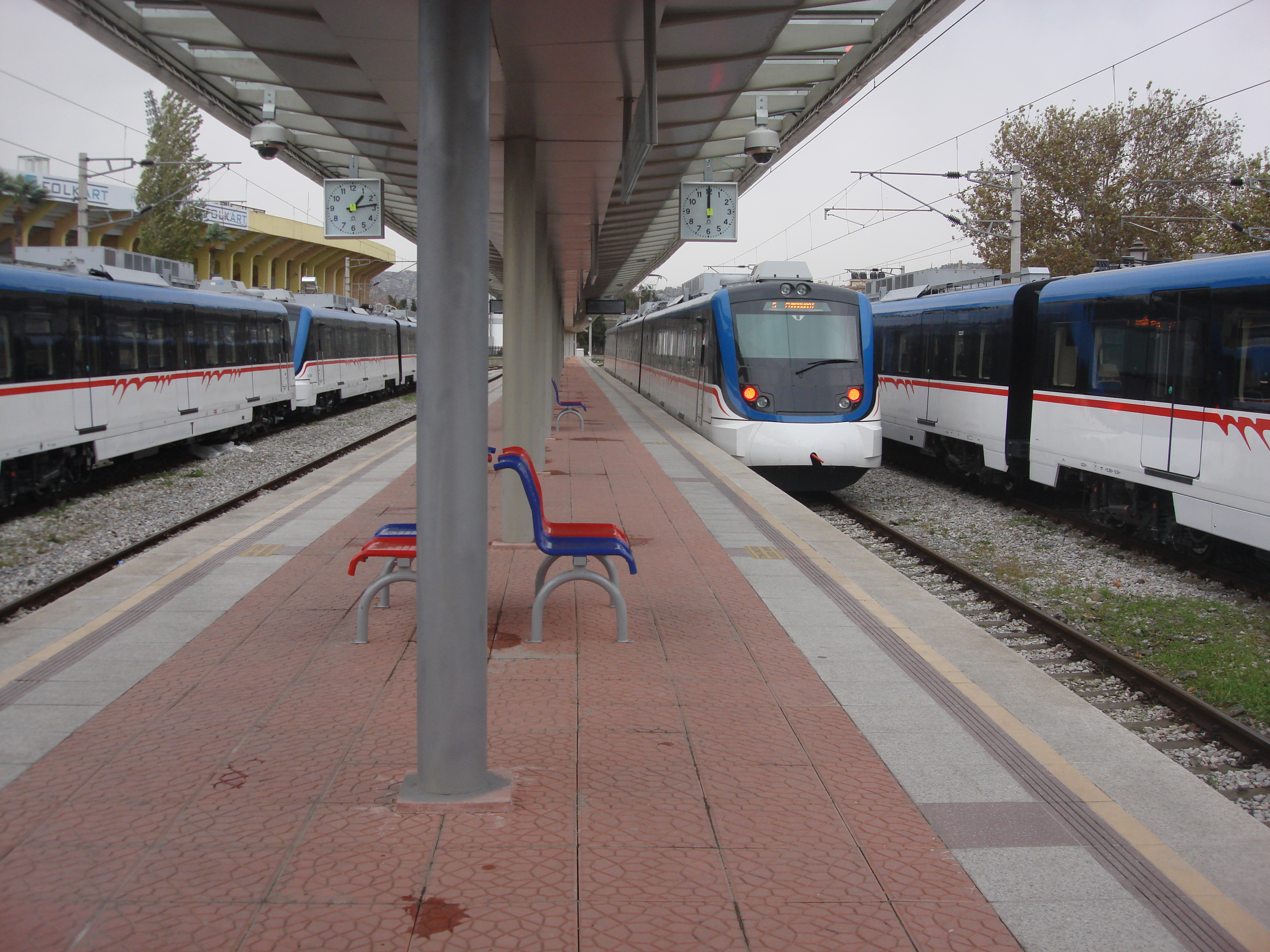
محطة ألسانجاك ، قطارات بلاتفورم وازبان

## مخزن العدد والأدوات

### القاطرات البخارية
| الموديل | الصورة | الرقم       | سنة التصنيع | سنة البيع | الطراز          | القوة             | المنتج (المصمم)                    | ملاحظات                                                     |
| ------- | ------ | ----------- | ----------- | --------- | --------------- | ----------------- | ---------------------------------- | ----------------------------------------------------------- |
| DE24000 |        | 24001-24418 | 1970-84     | 1970-84   | ديزيل كهربائي   | 2360 hp (1760 kW) | TÜLOMSAŞ                           | أُنتج لتحويل كل محركات الأسطول الديزيل                       |
| DE18000 | -      | 18001-18005 | 1970        | 1970      | ديزيل كهربائي   | 1800 hp (1320 kW) | SMTE                               | -                                                           |
| DE18100 | -      | 18101-18120 | 1978        | 1978      | ديزيل كهربائي   | 1800 hp (1320 kW) | SMTE                               | أستخدم في المنطقة الثالثة                                   |
| DE11000 |        | 11001-11085 | 1985        | 1985      | ديزيل كهربائي   | 1065 hp (780 kW)  | Krauss-Maffei, TÜLOMSAŞ            | أول 20 أنتجتهم Krauss-Maffei، وآخر 60 منهم أنتجتهم TÜLOMSAŞ |
| DE22000 |        | 22001-22086 | 1985-89     | 1985-89   | ديزيل كهربائي   | 2200 hp (1620 kW) | TÜLOMSAŞ (Electro-Motive Division) | -                                                           |
| E43000  |        | 43001-43045 | 1987        | 1987      | كهربائي         | 4260 hp (3180 kW) | TÜLOMSAŞ (Toshiba)                 | -                                                           |
| DH7000  |        | 7001-7020   | 1994        | 1994      | ديزيل هيدروليكي | 710 hp (522 kW)   | TÜLOMSAŞ                           | -                                                           |
| E52500  |        | 52501-52520 | 1967        | 1998–2005 | كهربائي         | 5180 hp (3860 kW) | Končar (ASEA)                      | 1976 موديل JŽ Class 441                                     |
| DH9500  |        | 9501-9526   | 1999        | 1999      | ديزيل هيدروليكي | 950 hp (700 kW)   | TÜLOMSAŞ                           | -                                                           |
| DE33000 | -      | 33001-33089 | 2003-04     | 2003-04   | ديزيل كهربائي   | 3300 hp (2463 kW) | TÜLOMSAŞ (Electro-Motive Diesel)   | -                                                           |
| E68000  | -      | 68001-68080 | 2013-       | 2014-     | كهربائي         | ????              | Hyundai Rotem, TÜLOMSAŞ            | -                                                           |

### عربات القطارات
| الموديل               | الصورة | الرقم       | سنة التصنيع | الطراز            | القوة   | المنتج (المصمم)            | ملاحظات                              |
| --------------------- | ------ | ----------- | ----------- | ----------------- | ------- | -------------------------- | ------------------------------------ |
| MT5500                |        | 5501-5511   | 1968        | عربة قطار ديزيل   | 810 kW  | Fiat                       | -                                    |
| E14000                |        | 14001-14075 | 1979        | عربة قطار كهربائي | 520 kW  | TÜVASAŞ (Groupement 50 Hz) | -                                    |
| DM15000               | -      | 15001-15012 | 2009        | عربة قطار ديزيل   | 650 kW  | EUROTEM                    | -                                    |
| HT65000               |        | 65001-65012 | 2009-       | عربة قطار كهربائي | 4800 kW | CAF                        | القطار السريع التابع لسكك حديد تركيا |
| E22000                |        | 22001-22033 | 2009-       | عربة قطار كهربائي | -       | CAF                        | قطار ركاب                            |
| E23000                |        | 23001-23033 | 2009-       | عربة قطار كهربائي | -       | EUROTEM                    | -                                    |
| MT30000               | -      | 30001-30024 | 2011-2014   | عربة قطار ديزيل   | 650 kW  | TÜVASAŞ (Hyundai Rotem)    | -                                    |
| Marmaray tren setleri | -      | ????-????   | 2011-       | عربة قطار ديزيل   | -       | EUROTEM                    | سيتم إستخدامه في مارماري             |

### المتروباص
| الموديل         | الصورة | سنة التصنيع | الطراز                                      | المنتج  |
| --------------- | ------ | ----------- | ------------------------------------------- | ------- |
| Intercity Fleet | -      | 1980-90     | Coach, Couchette, Diner, Generator          | TÜVASAŞ |
| TÜVASAŞ         | -      | 1972        | Coach                                       | TÜVASAŞ |
| MT5600          | -      | 1990        | Coach                                       | TÜVASAŞ |
| TVS2000         | -      | 1992        | Coach, Diner, Couchette, Sleeper, Generator | TÜVASAŞ |
| MT5700          |        | 1993        | Coach                                       | Fiat    |

### القاطرات البخارية القديمة
| الموديل | الصورة | الرقم       | سنة التصنيع | سنة البيع | الطراز          | القوة             | المنتج (المصمم)  | الملاحظات                                      |
| ------- | ------ | ----------- | ----------- | --------- | --------------- | ----------------- | ---------------- | ---------------------------------------------- |
| DH33100 |        | 33101-33105 | 1953        | 1953      | ديزيل هيدروليكي | 350 hp (260 kW)   | MaK              | أول قاطرة تابعة لسكك حديد تركيا                |
| E4000   |        | 4001-4003   | 1955        | 1955      | كهربائي         | 2170 hp (1620 kW) | Alsthom          | تم الحصول عليه للعمل على أول خط سكة حديد كهربي |
| DH44100 | -      | 44101-44106 | 1955        | 1955      | ديزيل هيدروليكي | 800 hp (590 kW)   | MaK              | -                                              |
| DE20000 | -      | 20001-20005 | 1957-58     | 1957-58   | ديزيل هيدروليكي | 1800 hp (1320 kW) | General Elektrik | -                                              |
| DH6000  | -      | 6001        | 1959        | 1959      | ديزيل هيدروليكي | 610 hp (445 kW)   | Jenbacher        | طراز DH600C                                    |
| DH4100  | -      | 4101        | 1960        | 1960      | ديزيل هيدروليكي | 410 hp (300 kW)   | Jenbacher        | طراز DH400C                                    |
| DH6500  | -      | 6501-6540   | 1960        | 1960      | ديزيل هيدروليكي | 650 hp (480 kW)   | Krupp            | -                                              |
| DH27000 | -      | 27001-27003 | 1961        | 1961      | ديزيل هيدروليكي | ؟؟؟؟              | Krauss-Maffei    | -                                              |
| DE21500 | -      | 21501-21540 | 1964-65     | 1965      | ديزيل هيدروليكي | 1580 hp (2150 kW) | General Elektric | -                                              |
| DH3600  | -      | 3601-3624   | 1968        | 1968      | ديزيل هيدروليكي | 350 hp (260 kW)   | MaK              | -.                                             |
| DH11500 | -      | 11501-11511 | 1960        | 1982      | ديزيل هيدروليكي | 1100 hp (810 kW)  | MaK              | -                                              |

## الفعاليات الثقافية

### احتفالات العام 150
بُدأ في إنشاء سكك حديد أزمير-ايدن في عام 1856 وهو يعد عام تأسيس سكك حديد جمهورية تركيا ولهذا السبب نُظمت احتفالات متنوعة في عام 2006 بهدف الاحتفال بمرور 150 سنة على إنشاء سكك حديد جمهورية تركيا، قد ألقى كل من وزير المواصلات بينالى يلدريم ووزير الثقافة اتيلا كوش بياناً بمناسبة الافتتاح في الاحتفالات المنظمة في محطة سكك حديد أنقرة. وعقب بيانات الافتتاح منح الوزير بينالى يلدريم نجمة الشرف للحفل في كمر المحطة الأولى لسكك حديد جمهورية تركيا والمستأنفة لأعمال الإصلاحات، وشوهد امتداد القضيب الأول من محطة أنقرة وارتباطة بتالا-كونفراس.

### الفعاليات الفنية
فُتح الستار لفن المسرح للسكك الحديدية المستخدمة التي أسسها متن تاشدمير ويوسف اكسونجور لمحبين السكك الحديدية في 1990, وأول مسرحية مُثلت هي جزور الذئاب وقام بإخراج هذة المسرحية يوسف السونجور، وتضمنت أحداث المسرح مسرحيات منها جزور الذئاب، اتزوج زوجتى، الماكينة، الأشجار تموت واقفة، اثنان ثائمين، هؤلاء الشباب، من سيوقف القطار الوردي، حكاية بالقطار، وعلاوة على ذلك فتُمنح دورات تدريبية للمسرح بدون مقابل مادي تُنظم فيما بين شهري مايو ونوفمبر كل عام في مسرح فني للسكك الحديدية.

### متاحف TCDD

#### متحف السكك الحديدية ومنزل اتاتورك في الكفاح الوطنى
إن المبنى الموجود به المتحف قد بُني أثناء بناء سكك حديد بغداد في عام 1892 وقد فُتح للزيارة في 24 ديسمبر 1964 واسمه القديم «بناء القيادة» ويقع داخل المجمع الصناعي لمحطة أنقرة، وبمجئ أتاتورك لأنقرة في 27 ديسمبر عام 1919 أصبحت مقر للسلطة ومنزلها داخل هذا البناء أخذ أتاتورك وحزبة قرارات مهمة للغاية ومنهم : مباحثات الإتفاقية المنعقدة مع الفرنسيين في 1 اكتوبر 1921 وجرت حفلة التوقيع في هذا المبنى، وتأسيس المجلس القومي التركي الكبير بتاريخ 23 ابريل 1920, اتُخذ في هذا البناء قرارات الاحتفال بعيد الطفل والسيادة القومية كل عام.

#### متحف السكك الحديدية ومعارض فَنَها
في عام 1990 فُتح للزيارة مترمماً من قِبل مهندسو السكك الحديدية، نُفذ البناء الموجود بالمتحف على أن يكون فندق أنقرة من قِبل مهندسين السكك الحديدية كمال سوهارسين، ولكن هذا البناء لم يستخدم في أي وقت بهذا الهدف، وقبل استخدام هذا المبنى كمتحف استُخدم كمديرية للأشغال ومديرية للمحاسبة ومدينة جامعية للتعليم العالي وقسم إشراف ومدينة للعلم والتعلم.

#### عربة أتاتورك
ظهرت للعيان منذ عام 1964 في محطة أنقرة العربة التي هي المثال الوحيد الإبداعي للقطار الأبيض المستخدم ما بين عام 1935 و 1938 أثناء تجولات أتاتورك الوطنية، وسجلتها العديد من المديريات العامة للمتاحف والنُصُب التذكارية لوزارة الثقافة ك هيكل ثقافي واجب الحماية ملكاً لأتاتورك عام 1991.
الخصائص التقنية للعربة :
- الوزن الفارغ : 46.3 طن.
- طولها : 14.8 م
- المصنع المنتج : LHV Linke Hofmann-Werke, Breslau عام 1935.

إن العربة المستخدمة في تجولات أتاتورك الوطنية استُخدمت أيضاً في نقل نعش أتاتورك من أزميت إلى أنقرة.

#### متحف القاطرة البخارية الهوائى بأنقرة
هو متحف موجود في ساحة محطة انقرة في شارع جلال بايار وهو متحف مفتوح«هوائى» وتقاعد بسبب الأجل القانونى وبسبب التكنولوجيا وحلت محله القاطرة البخارية بأنواعها واستُخدمت من قِبل TCDD داخل المتحف، ونُقل إلى مكان اخر غير المكان الذي كان موجود به بسبب إنشاء محطة ستعمل في نطاق مشروع القطار السريع العالى .

#### متحف سكة حديد إسطنبول
دخل المتحف الخدمة في عام 1890, وصُمم من قِبل المهندس المعمارى الألمانى جاسموند، وفُتح للزيارة بتاريخ 23 سبتمبر 2005 داخل محطة سيركاجى، ويُعرض داخل المتحف ما يقرب من 300 قطعة ثقافية.

#### متحف أزمير ومعارض فنة
ان المبنى المستضيف للمتحف قد اوصى ببناءه التجار الأنجليز الذين عاشوا في السانجاك في القرن ال 19, إن تاريخ بناء هذا المبنى قديم فهو في عام 1856 وهوتاريخ بداية بناء سكك حديد حديد ازمير-ايدن، وقد استُخدم المبنى كمبنى لإدارة شركة السكك الحديدية العثمانية ازمير-ايدن في عام 1860, واستُخدم كمسكن مع بناء 5 مجاميع صغيرة وكبيرة تحمل الخصائص المعمارية نفسها وتحتل مكاناً في مجاورة المبنى وعقب ذلك أُخذ من قِبل السكك الحديدية وقد نُظم المبنى كمتحف ومعرض فنى عام 1990 وافتُتح للزيارة.

#### متحف أسكى شهير
هو متحف يقع في محطة اسكى شهير وقد أُفتتح للزيارة في عام 1997 بهدف عرض المواد المؤمن عليهامن المحلات التجارية التي في اسكى شهير ومن المديرية العامة بتولومساش.

## العلاقات بالبلاد المجاورة
- أذربيجان - لايوجد ربط - الخط الذي فتح مختلف (استاندرات - سوفيت) وهو تحت الإنشاء من جورجيستان
- بلغاريا - مفتوح - نفس الخكط الذي فُتح
- أرمينيا - أغلق منذ عام 1993.[36]
- جورجيا - تحت الإنشاء - افتُتح خط مختلف
- العراق - لايوجد علاقة له - افتتاح الخط نفسه من سوريا
- إيران - من فان - افتتاح الخط نفسه
- سوريا - مغلق - افتتاح الخط نفسه [37]
- اليونان - مفتوح - نفس الخط الذي فُتح